# Иван Стойков (Кочани)
Иван Стойков е български църковен певец и деец, известен с книгите си на кочанско наречие.

## Биография
Роден е в 1855 година в кочанското село Зърновци, тогава в Османската империя. Става църковен певец и е един от най-известните в Македония за времето си, издигайки църковното пеене до изключителни нива. Освен български владее гръцки, турски, влашки, френски и руски език. Работи в Кочани, Велес и на други места из Македония, като известно време прекарва и в Света гора. В 1904 година в Света гора успява да организира издаването на книгата си „Духовно огледало“, която е важен езиков източник, тъй като е съставена на местното кочанско наречие. Иван Стойков подписва книгите си като църковен певец, отбелязвайки, че ги съставя на кочанско наречие. Такава бележка отпечатва на насловната страница в книгите „Молитва на Богородица“ от 1899 година и в по-късната „Духовно огледало“ от 1904 година.
Умира в 1931 година в Кочани.